# Osteologie

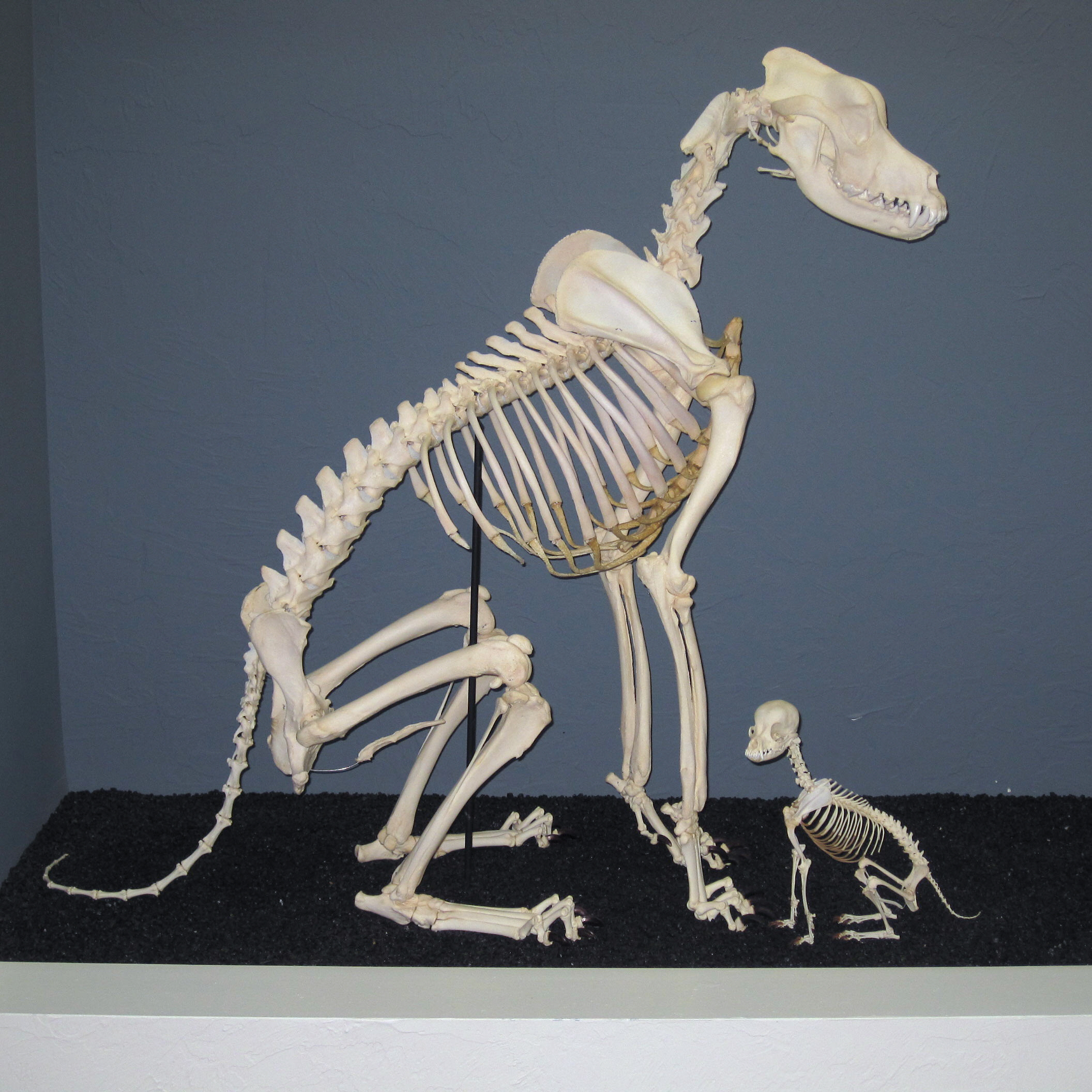
Skeletten van een Deense dog en een Chihuahua.

De osteologie (Grieks: osteon = bot; logos = kennis) is het wetenschappelijk vakgebied dat botten en de opbouw van het skelet bestudeert. Ze is onderdeel van de anatomie en bevat ook de vergelijking van verschillende soorten skeletten. Daarnaast kan osteologie deel van antropologie, zoölogie, archeologie, paleontologie of geneeskunde zijn, al naargelang het doel van de studie.

## Toepassingen
Osteologie probeert aan de hand van bepaalde kenmerken van botten iets over het organisme waaraan ze toebehoord hebben te zeggen. Zo kunnen de leeftijd waarop het organisme stierf, het geslacht, de geografische herkomst en eventuele ziekten bepaald worden.
Osteologie kan ook worden gebruikt om organismen te reconstrueren, bijvoorbeeld bij uitgestorven organismes of personen waarvan alleen botten bewaard zijn. Aan de vorm van de botten kan de vorm en ligging van zachtere organen en weefsel afgeleid worden, zodat het uiterlijk van het organisme gereconstrueerd kan worden. Bij forensisch onderzoek kan osteologie gebruikt worden om beenderen van onbekende personen te identificeren.
In de geneeskunst vormt osteologisch onderzoek een gebied tussen de orthopedie en de endocrinologie. Dit onderzoek heeft bijvoorbeeld kennis over de fysiologische opbouw van botten, de stofwisseling van botten en botziekten opgeleverd. Vooral de oorzaken en mogelijke behandeling van ziektes als osteoporose, de ziekte van Paget, osteogenesis imperfecta, fibrodysplasia ossificans progressiva of hypophosphatasie worden onderzocht.